# Enterogona
Ordre
Enterogona est un ordre de tuniciers de la classe des ascidies. Considéré désuet par WoRMS notamment, il décrivait un groupe d'animaux marins.

## Liste des sous-ordres
Selon ITIS (9 juin 2020) :
- sous-ordre Aplousobranchia Lahille, 1887
- sous-ordre Phlebobranchia Lahille, 1887